# Mirjana Šegrt
Mirjana Šegrt (Dubrovnik, 13. travnja 1950.) je hrvatska plivačica koja se natjecala u disciplinama 100 m, 200 m i 400 m slobodno te 100 m i 200 m leptir.

## Medalje i sportski uspjesi
Bila je višestruka državna prvakinja bivše Jugoslavije i rekorderka u disciplinama slobodno i leptir. Na državnim prvenstvima 1967. bila je pobjednica u disciplinama 100 m, 200 m i 400 m slobodno i 100 m leptir, a 1968. godine pobijedila je na 100 m i 400 m slobodno i oborila europski rekord na 200 m slobodno u Bratislavi. 
Na Europskom prvenstvu održanom 1970. u Barceloni osvojila je tri srebrna odličja i to u disciplinama na 100 m i 200 m slobodno i 200 m leptir. U disciplini 100 m leptir zauzela je četvrto mjesto.
Na Olimpijskim igrama održanim u Ciudad de Méxicu 1968. nastupila u disciplinama 200 m slobodno i osvojila 5. mjesto te 100 m slobodno i osvojila 7. mjesto.
Na VI. Univerzijadi održanoj 1970. godine u Toinu (Italija) osvojila je zlatnu medalju u disciplini 100 m slobodno, dvije srebrne u disciplinama 100 m leptir, 4 x 100 m slobodno te brončanu u disciplini 4 x 100 mješovito.

## Vanjske poveznice
- Medalje hrvatskih plivača